# Rudolf Cvetko
Rudolf Cvetko, né le 17 novembre 1880 à Senožeče, Carniole, Autriche-Hongrie et mort le 15 décembre 1977 à Ljubljana, est un escrimeur slovène ayant représenté l'Autriche aux Jeux olympiques.

## Biographie
Cvetko naît dans un petit village slovène non loin de Trieste, mais sa famille s'établit rapidement à Ljubljana, où il fait son école primaire et débute le lycée. Après ses études, il sert pendant treize ans dans un régiment d'infanterie croate, de 1900 à 1913, année de son mariage durant laquelle il se retire de l'armée pour devenir professeur d'éducation physique à Gorizia. Mais la Première Guerre mondiale le rappelle très vite à l'armée austro-hongroise où il est incorporé avec le grade de capitaine. Il restera dans l'armée jusqu'en 1926 pour s'en retirer définitivement. 
Outre sa carrière militaire, il s'illustre dans le sport. En 1904, il commence à recevoir une éducation à l'escrime à Wiener Neustadt et dès l'année suivante, il en devient instructeur spécialisé dans l'épée. Puis, de 1908 à 1912, devient l'instructeur principal. 1912 est l'année de son unique participation aux Jeux olympiques, à Stockholm. Il est inscrit aux épreuves de fleuret individuel et sabre par équipes. Éliminé dès le premier tour au fleuret, il est médaillé d'argent par équipes. L'Autriche s'illustre en éliminant l'Italie au deuxième tour, et bat la Bohême et les Pays-Bas en poule finale. Seule l'invincible Hongrie triomphe de l'Autriche (10 victoires à 5). Durant cette rencontre, Cvetko bat Zoltán Schenker et László Berti.
Après 1926 et la fin de sa carrière militaire, Cvetko s'investit dans le développement de l'escrime slovène, dirigeant le Club Ilirija à Ljubljana, formant de nouveaux jeunes 
escrimeurs et instructeurs, à l'académie des Arts et à la faculté des sports de Ljubljana. Il a laissé son nom à certains clubs d'escrime du pays. Il demeure dans l'histoire sportive de Slovénie comme le premier slovène à participer aux Jeux olympiques et, naturellement, le premier médaillé. La Slovénie a fait frapper, en 2012, une pièce de trois euros commémorative portant son nom.

## Palmarès
- Jeux olympiques
  -  Médaille d'argent par équipes aux Jeux olympiques de 1912 à Stockholm